# Nec
Nec (románul: Nețeni) falu Romániában, Erdélyben, Beszterce-Naszód megyében.

## Fekvése
Besztercétől délre, Harina és Kisfehéregyház közt fekvő település.

## Története
Nec, Néc Árpád-kori település. Nevét már 1291-ben említette oklevél Neec néven, mint az erdélyi püspök birtokát, melyet a király kivett az erdélyi vajda ítélkezése alól (Gy 2: 81).
1412-ben Neech néven említették, a birtokot ekkor adományozta Zsigmond király a Becsegergely nemzetségből származó Somkeréki Erdélyi családnak.
1485-ben Necz Harinai Farkas Tamás és  Miklós, 1502-ben pedig Harinnai Farkas János birtoka volt.
További névváltozatai: 1587-ben Neczy, 1750-ben Neczu, 1760-1762 között Netz, 1808-ban és 1861-ben Nécz, 1888-ban Necz (Netz), 1913-ban Nec.
A trianoni békeszerződés előtt Beszterce-Naszód vármegye Besenyői járásához tartozott.